# Gilowice (Powiat Żywiecki)
Gilowice (deutsch Gilowitz, älter Gigersdorf) ist ein Dorf im Powiat Żywiecki der Woiwodschaft Schlesien in Polen. Es ist Sitz der gleichnamigen Landgemeinde mit 6327 Einwohnern (Stand 31. Dezember 2020).

## Geographie
Der Ort liegt am Fluss Łękawka zwischen den Kleinen Beskiden im Norden und Czeretniki-Kamm der Beskid Makowski (Mittelbeskiden) im Süden. Das Dorf Łękawica liegt im Westen, Ślemień im Osten.

## Geschichte
Gilowice ist eines der ältesten Dörfer im Saybuscher Becken.
Der Ort wurde erstmals urkundlich als die Pfarrei Gigersdorf seu [— oder] Gerowicz im Peterspfennigregister des Jahres 1326 im Dekanat Auschwitz des Bistums Krakau erwähnt. Der erste Name ist deutschstämmig, wurde aber nur kurzzeitig verwendet, der zweite slawisch (polnisch). Beide Formen wurden vom Personennamen Gero abgeleitet.
Politisch gehörte das Dorf ursprünglich zum Herzogtum Auschwitz, dieses bestand ab 1315 in der Zeit polnischen Partikularismus. Seit 1327 bestand die Lehensherrschaft des Königreichs Böhmen. Das Gebiet von Żywiec bzw. das Land Saybusch mit dem Dorf wurde in den 1450ern unter ungeklärten Umständen aus dem Herzogtum Auschwitz herausgezogen. Endgültig gehörte es zu Polen seit 1465.
Bei der Ersten Teilung Polens kam Gilowice 1772 zum neuen Königreich Galizien und Lodomerien des habsburgischen Kaiserreichs (ab 1804).
1918, nach dem Ende des Ersten Weltkriegs und dem Zusammenbruch der k.u.k. Monarchie, kam Gilowice zu Polen. Unterbrochen wurde dies nur durch die Besetzung Polens durch die Wehrmacht im Zweiten Weltkrieg.
Von 1975 bis 1998 gehörte Gilowice zur Woiwodschaft Bielsko-Biała.

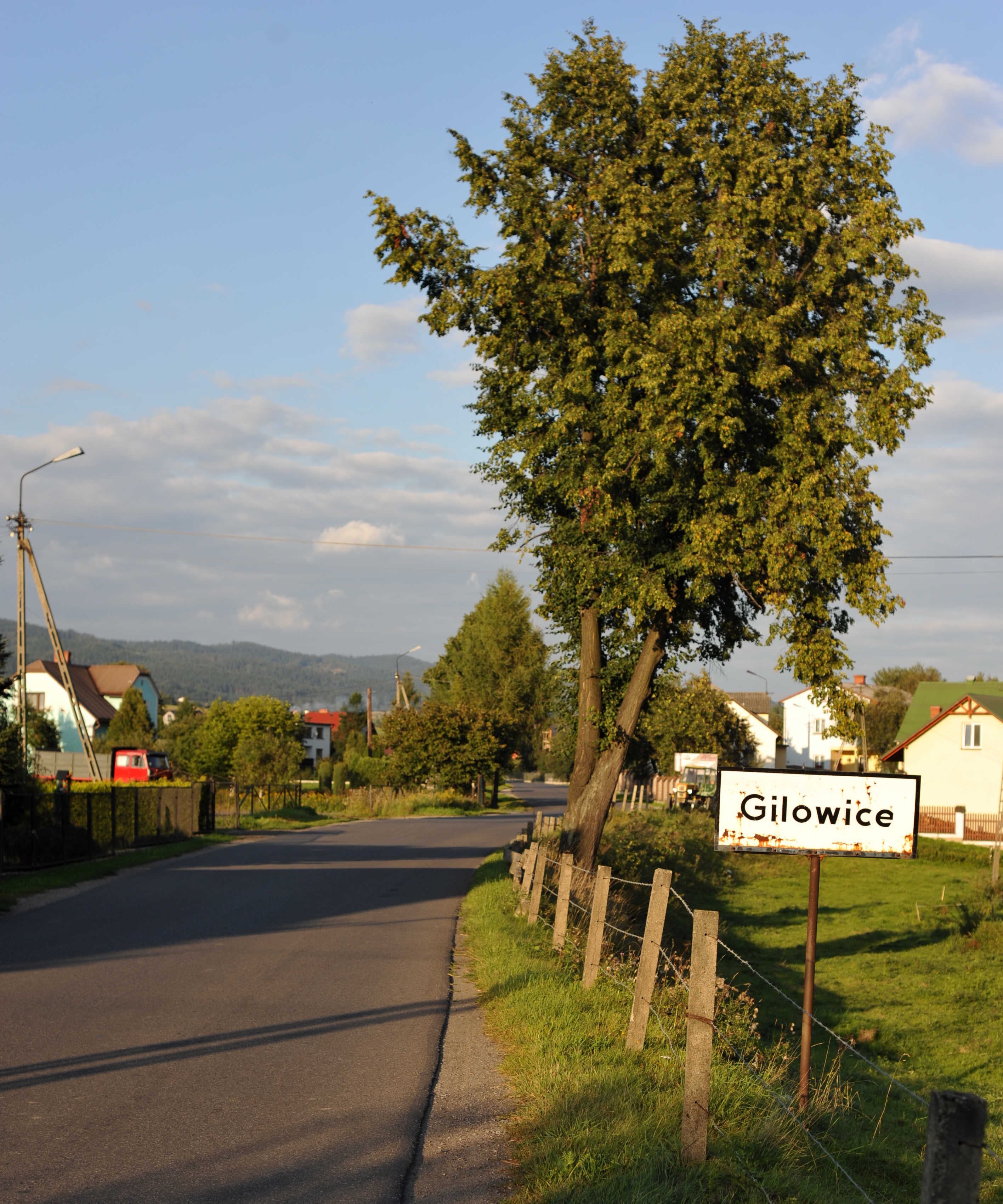
Ortseingang
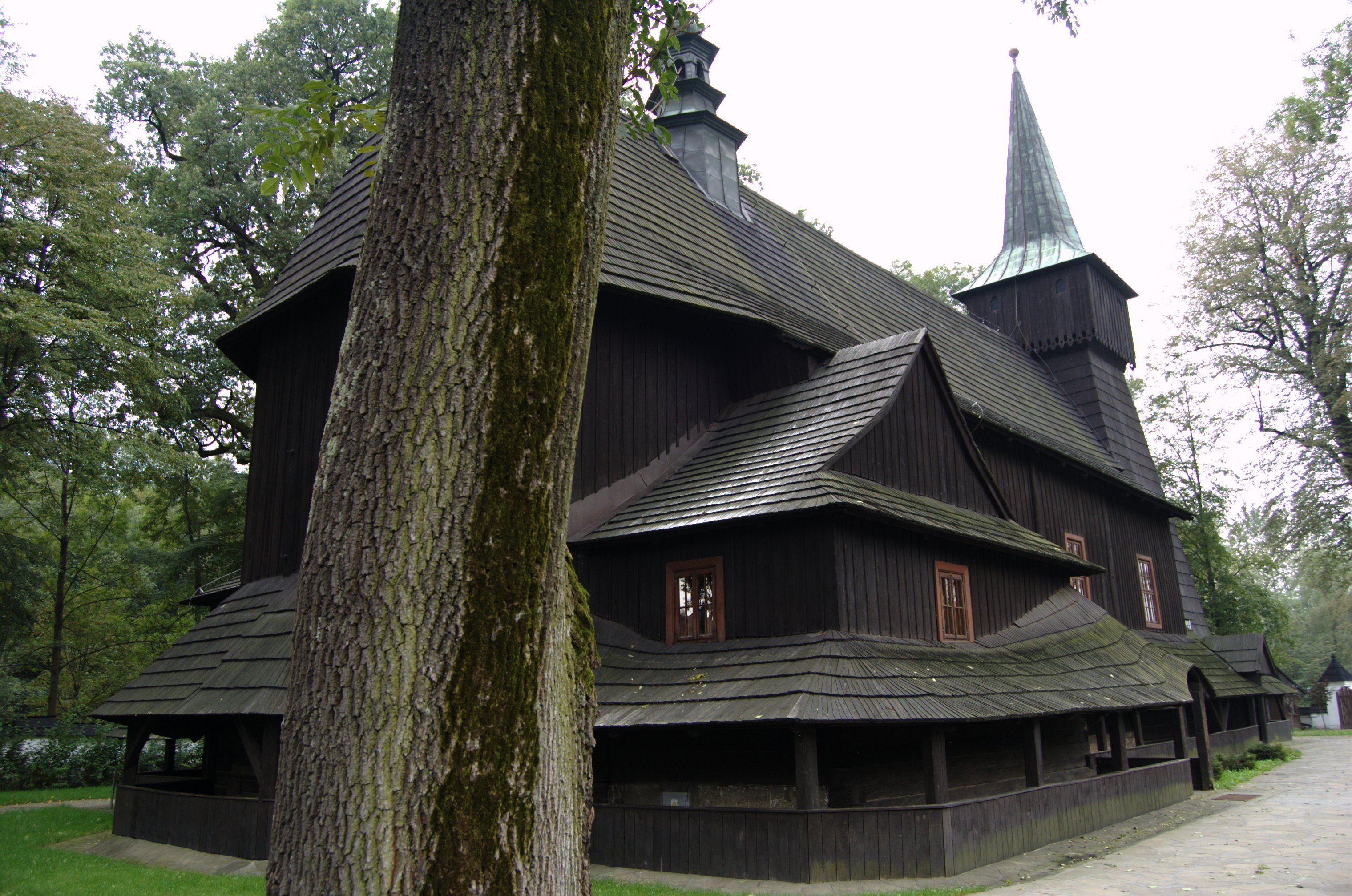
Katholische Holzkirche

## Gemeinde
Zur Landgemeinde (gmina wiejska) Gilowice gehören das Dorf selbst und Rychwałd.

## Söhne und Töchter des Ortes
- Tomasz Adamek (* 1976), Boxer
- Krzysztof Biegun (* 1994), Skispringer
- Tadeusz Rakoczy (* 1938), Bischof.